# Vasile Chirtoca
Vasile Chirtoca (n. 20 septembrie, 1958, Ghidirim, raionul Kotovsk) este un om de afaceri moldovean, filantrop, maestru în sport al URSS la box, președinte al Federației de Box din Moldova, membru al Consiliului Național al Confederației Patronatelor din Republica Moldova, consilier municipal în Chișinău.

## Copilărie și studii
Vasile Chirtoca s-a născut la 20 septembrie, 1958, în satul moldovenesc Ghidirim, raionul Kotovsk, regiunea Odesa, într-o familie multinațională. Tatăl său era moldovean, de baștină din satul moldovenesc Lipețkoe, regiunea Odesa, iar mama se trăgea dintr-o familie moldo-poloneză din satul Crasnenicoe, în apropiere de Rîbnița. Ambii părinți erau profesori: tatăl preda istoria, iar mama limba și literatura rusă. Vasile a fost cel de-al treilea copil, mezin. Odată cu începerea ciclului primar de studii, familia s-a mutat la Strășeni, pentru ca cei trei copii să învețe la o școală orășenească.
În anul 1974 Chirtoca a absolvit școala medie din orașul Strășeni, iar în anul 1979 Institutul Politehnic din Odesa, obținând calificarea inginer-mecanic.

## Carieră
Primul loc de muncă a fost la Institutului Unional de Cercetări Științifice, Proiectări și Tehnologie, întâi în calitate de inginer, apoi inginer superior, conducător de grup, inginer-șef de proiecte și director al filialei din Chișinău a Institutului de Stat de Proiectări din Novosibirsk (octombrie 1989 – aprilie 1992). La începutul anilor 1990 a participat la crearea Pieței de Valori din Republica Moldova, astfel fiind unul dintre fondatorii Bursei de Valori a Moldovei.
În 1989, a fondat Compania Tehnico-științifică Cooperatistă „Golubaia volna”, care activa în domeniul proiectării și construcției sistemelor de epurare a apelor reziduale provenite din activitatea întreprinderilor industriale. În prezent, compania este numită „DAAC Ecoplant” S.R.L. și se ocupă de implementarea proiectelor din domeniul agriculturii ecologice.
În 1992 a devenit președinte al Consiliului de Administrație al Societății pe Acțiuni „POLIPROIECT” și director general al primei companii financiare din Republica Moldova, „DAAC Invest”. Doi ani mai târziu, a fondat Societatea pe Acțiuni „DAAC Hermes”, una dintre cele mai mari companii importatoare de automobile din țară. Aceeași companie implementează o serie de proiecte în domeniul agriculturii ecologice. În perioada când în Republica Moldova avea loc privatizarea în masă, Chirtoca a creat Fondul de Investiții pentru Privatizare DAAC Hermes, care s-a transformat mai târziu în grupul financiar și industrial „DAAC Hermes Grup” S.A.
Întreprinderile administrate de Chirtoca activează cu succes în ramuri economice precum construcția de mașini, fabricarea produselor cosmetice și de parfumerie, agricultură, comercializarea, repararea și deservirea tehnicii agricole, comercializarea și deservirea automobilelor, tehnologii informaționale ș.a. În anul 2023 cifra de afaceri a grupului de companii a depășit 200 mil. de euro, numărul locurilor de muncă create fiind de circa 2.000.

### Activitate sportivă
Vasile Chirtoca deține titlul de Maestru în Sport al URSS la box. Este câștigător al Campionatelor Unionale de Box, desfășurate în orașele Simferopol și Iliciovsk, dublu laureat al Campionatului Unional de Box din orașul Kiev. În 1993 a fost ales președinte al Federației de Box din Moldova, pe care o conduce până în prezent.

### Activitate social-politică
În 1994, Chirtoca a inițiat crearea Asociației Participanților Profesioniști la Piața Valorilor Mobiliare, devenind copreședinte al acesteia. În 1997 a fost unul dintre fondatori și copreședinte al Partidului Politic „Furnica”. În perioada anilor 1998-2000 a fostmembru al Consiliului Politic al Partidului Democrat. În 1997-2000 a fost membru al Consiliului Economic de pe lângă președintele Republicii Moldova, iar în 2004-2008 membru al Consiliului Economic de pe lângă prim-ministrul Republicii Moldova. Pe parcursul mai multor ani este membru al Prezidiului Confederației Naționale a Patronatelor.
La 25 aprilie 2015 PCRM l-a înaintat oficial candidat la funcția de primar de Chișinău. În urma alegerilor a intrat în componența Consiliului Municipal Chișinău.
În 2019 a intrat în Consiliul Municipal Chișinău pe listele PCRM.

## Titluri și premii
- Ordinul „Gloria Muncii”
- Ordinul Mitropoliei Moldovei „Ștefan cel Mare și Sfînt” (2011)
- Cel mai înalt ordin[care?] al Comitetului Național Olimpic Sportiv al Moldovei (2014)
- Ordinul Republicii[2] (2018)

## Viață personală
Este căsătorit și are doi feciori. Toți membrii familiei sunt angajați ai Grupului Financiar „DAAC Hermes”.